# L'incendie du Théâtre Iroquois à Chicago
L'incendie du Théâtre Iroquois à Chicago è un cortometraggio del 1904 diretto da Lucien Nonguet.

## Trama

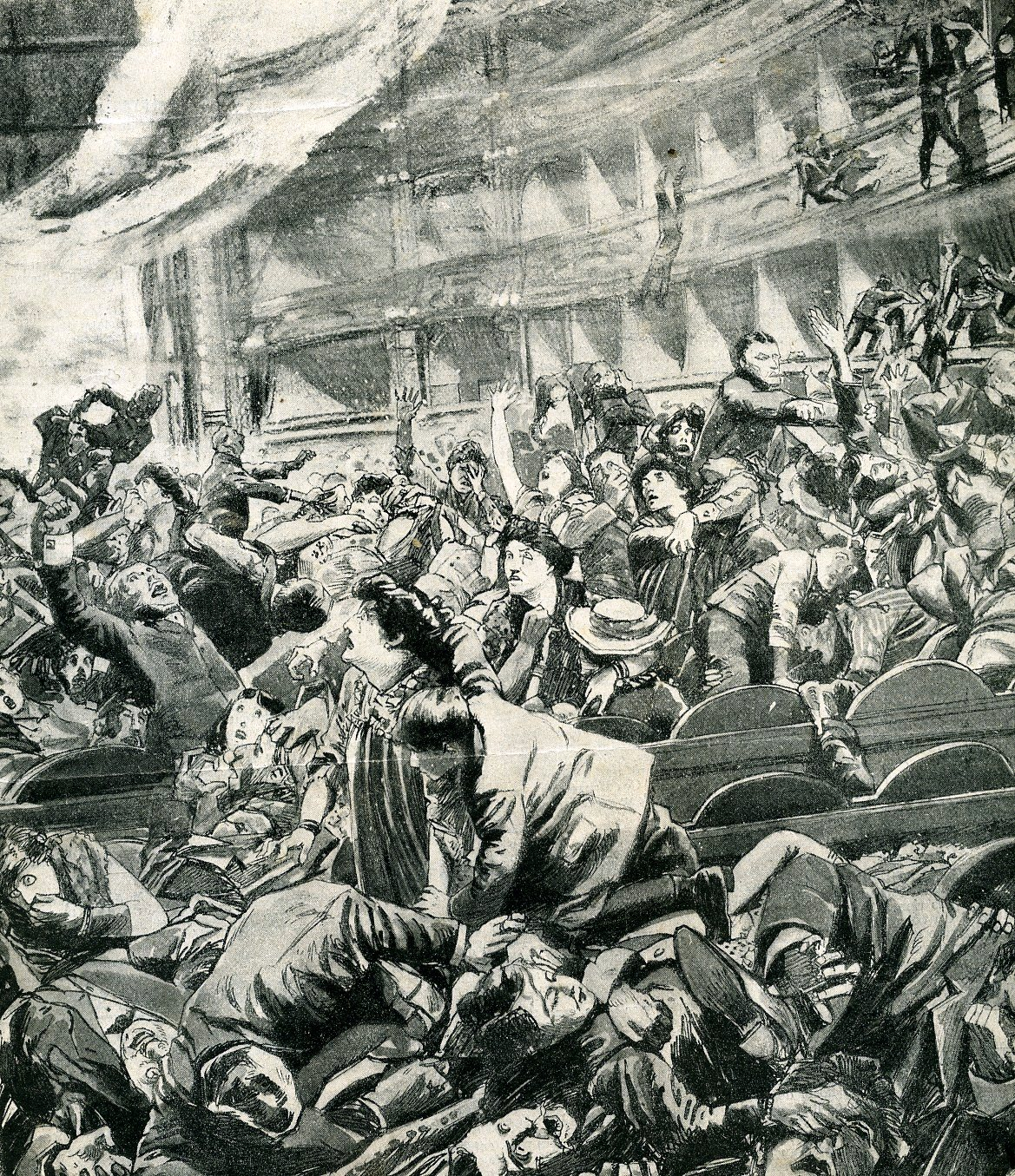
Incendio del teatro Iroquois (Chicago, 1904)

Appena gli spettatori prendono posto all'interno del teatro, scoppia l'incendio. Il pubblico è nel panico. Tutti stanno cercando di fuggire. I vigili del fuoco intervengono salvando poche persone. All'esterno intanto delle corde vengono gettate sopra la balaustra e molti si calano giù a terra.

## Storia
Fatto realmente accaduto il 30 dicembre del 1903 a Chicago. Oltre 600 persone sono morte a causa dell'incendio